# Хаспыряяха
Хаспыряяха — река в России, протекает по Ямало-Ненецкому АО. Устье реки находится в 56 км по левому берегу реки Нгарка-Пыряяха. Длина реки составляет 66 км.
В 11 км от устья по правому берегу реки впадает река Пыряяха.

## Данные водного реестра
По данным государственного водного реестра России относится к Нижнеобскому бассейновому округу, водохозяйственный участок реки — Надым, речной подбассейн реки — подбассейн отсутствует. Речной бассейн реки — Надым.
Код объекта в государственном водном реестре — 15030000112115300052051.